# Spechbach (Niemcy)
Spechbach – miejscowość i gmina w Niemczech, w kraju związkowym Badenia-Wirtembergia, w rejencji Karlsruhe, w regionie Rhein-Neckar, w powiecie Rhein-Neckar, wchodzi w skład związku gmin Elsenztal. Leży w Kraichgau, ok. 15 km na południowy wschód od Heidelbergu.